# دوم پارسونز
دوم پارسونز (انگلیسی: Dom Parsons؛ زادهٔ ۸ سپتامبر ۱۹۸۷) ورزشکار اسکلتون اهل بریتانیا است.
وی در مسابقات کشوری و بین‌المللی در مجموع برندهٔ ۱ مدال برنز شده‌است.